# Jeison Murillo
Jeison Fabián Murillo Cerón (Cali, 1992. május 27. –) kolumbiai válogatott labdarúgó, a Sampdoria játékosa, de kölcsönben a Celta de Vigoban szerepel

## Statisztika

### Klub
2019. május 4-i állapotnak megfelelően.
| Klub                    | Szezon   | Bajnokság | Bajnokság | Kupa  | Kupa  | Nemzetközi | Nemzetközi | Egyéb | Egyéb | Összesen | Összesen |
| Klub                    | Szezon   | Mérk.     | Gólok     | Mérk. | Gólok | Mérk.      | Gólok      | Mérk. | Gólok | Mérk.    | Gólok    |
| ----------------------- | -------- | --------- | --------- | ----- | ----- | ---------- | ---------- | ----- | ----- | -------- | -------- |
| Granada                 | 2013–14  | 32        | 1         | 2     | 0     | —          | —          | —     | —     | 34       | 1        |
| Granada                 | 2014–15  | 19        | 0         | 0     | 0     | —          | —          | —     | —     | 19       | 0        |
| Granada                 | Összesen | 51        | 1         | 2     | 0     | —          | —          | —     | —     | 53       | 1        |
| Cádiz (kölcsönben)      | 2011–12  | 27        | 3         | 2     | 0     | —          | —          | —     | —     | 29       | 3        |
| Cádiz (kölcsönben)      | Összesen | 27        | 3         | 2     | 0     | —          | —          | —     | —     | 29       | 3        |
| Las Palmas (kölcsönben) | 2012–13  | 37        | 3         | 4     | 0     | —          | —          | —     | —     | 41       | 3        |
| Las Palmas (kölcsönben) | Összesen | 37        | 3         | 4     | 0     | —          | —          | —     | —     | 41       | 3        |
| Internazionale          | 2015–16  | 34        | 2         | 1     | 0     | —          | —          | —     | —     | 35       | 2        |
| Internazionale          | 2016–17  | 27        | 0         | 2     | 1     | 5          | 0          | —     | —     | 30       | 1        |
| Internazionale          | Összesen | 61        | 2         | 3     | 1     | 5          | 0          | —     | —     | 65       | 3        |
| Valencia (kölcsönben)   | 2017–18  | 17        | 0         | 0     | 0     | —          | —          | —     | —     | 17       | 0        |
| Valencia                | 2018–19  | 1         | 0         | 1     | 0     | 1          | 0          | —     | —     | 3        | 0        |
| Valencia                | Összesen | 18        | 0         | 1     | 0     | 1          | 0          | —     | —     | 20       | 0        |
| Barcelona (kölcsönben)  | 2018–19  | 2         | 0         | 2     | 0     | 0          | 0          | —     | —     | 4        | 0        |
| Összesen                | Összesen | 196       | 9         | 14    | 1     | 6          | 0          | —     | —     | 216      | 10       |

### Válogatott
2018. október 12-i állapotnak megfelelően.
| Kolumbia | Kolumbia | Kolumbia | Kolumbia |
| Évek     | Mérk.    | Gólok    |          |
| -------- | -------- | -------- | -------- |
| 2014     | 4        | 0        |          |
| 2015     | 11       | 1        |          |
| 2016     | 10       | 0        |          |
| 2017     | 0        | 0        |          |
| 2018     | 2        | 0        |          |
| Összesen | 27       | 1        |          |

### Válogatott góljai
| #  | Időpont          | Helyszín                                   | Ellenfél | Gólok | Eredmény | Kiírás               |
| -- | ---------------- | ------------------------------------------ | -------- | ----- | -------- | -------------------- |
| 1. | 2015. június 17. | Monumental David Arellano, Santiago, Chile | Brazília | 1–0   | 1–0      | 2015-ös Copa América |

## Sikerei, díjai
- Valencia
  - Spanyol kupa: 2019
- Barcelona
  - Spanyol bajnok:2018–2019